# Rafael Loredo (historiador)
Rafael Loredo (Lima, 1892-Lima, 28 de abril de 1973) fue un historiador y escritor peruano, especializado en la época de la conquista española.

## Biografía
Hijo de Julio R. Loredo y Sara Mendívil. Cursos sus estudios superiores en la Universidad Mayor de San Marcos donde se graduó de bachiller y doctor en Jurisprudencia (1918). Se recibió como abogado. 
Se consagró a la investigación histórica. Viajó en diversas ocasiones a España para investigar en el Archivo General de Indias. Se especializó en el estudio de la rebelión de Gonzalo Pizarro (1544-1548), esclareciendo dicha época de manera total. 
En 1941 fue incorporado a la Academia Nacional de la Historia. En 1959 ganó el Premio Nacional de Fomento a la Cultura en la especialidad de Historia. 
En el campo bibliográfico, publicó la crónica de la conquista del Perú del cronista-soldado Alonso Borregán (1948) y descubrió la tercera parte de la Crónica del Perú, de Pedro Cieza de León, sobre el Descubrimiento y la Conquista del Perú, cuyos primeros capítulos publicó en la revista Mercurio Peruano (N.º 233, julio de 1946; y N.º 289, abril de 1951). 

## Publicaciones
- Alardes y derramas (1942)
- Bocetos para la nueva historia del Perú (1949)
- Los repartos (1958), especialmente consagrada en el reparto del rescate de Atahualpa y los tesoros del Cuzco, y en el reparto de Guaynarima efectuado por el pacificador Pedro de la Gasca en 1550.

De manera anónima publicó la novela fantástica El Efrit (genni de un talismán), en dos ediciones (1952 y 1957).